# 森姆·韋-薩基
森姆·韋-薩基（英語：Samuel Rak-Sakyi，2005年3月27日—），是一名英格蘭職業足球員，司職中场，現效力英超球會車路士。

## 球會生涯
韋-薩基出生於倫敦，並在八歲時加入當地球會車路士的青訓學院。他在2021年7月與車路士簽下一紙學徒合約，並在2021–22賽季隨隊贏得U18英超盃冠軍。
韋-薩基在2023–24賽季獲提拔到球會的U23梯隊，但他在2024年2月受傷，提早結束賽季。他的青年隊合約在同年6月完結，車路士最終在8月21日與他達成協議，簽下他的首份職業合約，為期兩年。
2024年10月24日，他在作客彭拿典奈高斯的歐協聯比賽中首次被列入一隊比賽名單，但他並未上陣。11月8日，他在對陣諾亞的歐協聯比賽中上演職業生涯地標戰，在比賽第79分鐘後備入替，協助球隊以8-0大勝。

## 國家隊生涯
韋-薩基曾效力英格蘭的U17和U18青年國家隊。他因血統而擁有在國際賽事代表加納的資格。

## 個人生活
韋-薩基的哥哥傑蘇倫亦是一名出身自車路士青訓學院的職業足球員，現時效力水晶宮。

## 生涯統計

### 球會
最後更新：2024年12月19日.
| 效力球會  | 球季     | 聯賽     | 聯賽 | 聯賽 | 國家盃賽 | 國家盃賽 | 聯賽盃賽 | 聯賽盃賽 | 洲際賽事 | 洲際賽事 | 其他 | 其他 | 總計 | 總計 |
| 效力球會  | 球季     | 聯賽     | 上陣 | 入球 | 上陣     | 入球     | 上陣     | 入球     | 上陣     | 入球     | 上陣 | 入球 | 上陣 | 入球 |
| --------- | -------- | -------- | ---- | ---- | -------- | -------- | -------- | -------- | -------- | -------- | ---- | ---- | ---- | ---- |
| 車路士U21 | 2023–24  | —        | —    | —    | —        | —        | —        | —        | —        | —        | 3    | 0    | 3    | 0    |
| 車路士U21 | 2024–25  | —        | —    | —    | —        | —        | —        | —        | —        | —        | 1    | 0    | 1    | 0    |
| 車路士U21 | 總計     | 總計     | —    | —    | —        | —        | —        | —        | —        | —        | 4    | 0    | 4    | 0    |
| 車路士    | 2024–25  | 英超     | 0    | 0    | 0        | 0        | 0        | 0        | 4        | 0        | 0    | 0    | 4    | 0    |
| 生涯總計  | 生涯總計 | 生涯總計 | 0    | 0    | 0        | 0        | 0        | 0        | 4        | 0        | 4    | 0    | 8    | 0    |

1. 1 2  於英格蘭足球聯賽錦標賽上陣。
2. ↑  於歐協聯賽事上陣。